# Викторов, Александр Григорьевич
Алекса́ндр Григо́рьевич Ви́кторов (24 августа 1925, Иваново, Цивильский уезд, Чувашская АССР, РСФСР, СССР — 2 января 2003, Санкт-Петербург, Российская Федерация) — советский военный деятель, генерал-полковник (1992).

## Биография

### Происхождение
Родился в селе Иваново, Цивильская волость. Из семьи крестьянина, перед войной ставшего председателем колхоза. Русский. В 1939 году окончил 7 классов школы. Окончил Цивильское педагогическое училище в 1942 году. С 1942 года работал в школе родного села Иваново учителем, одновременно — бригадир в колхозе.

### Великая Отечественная война
В январе 1943 года призван в Красную Армию. Направлен в Чкаловское пулемётное училище, но проучился недолго и после присвоения сержантского звания направлен на фронт. С августа 1943 года — в действующей армии, был командиром пулемётного расчёта, затем помощником командира стрелкового взвода 169-го гвардейского стрелкового полка 1-й Московской Краснознамённой гвардейской стрелковой дивизии 11-й гвардейской армии на Западном, Брянском и 2-м Прибалтийском фронтах). Участвовал в Курской битве, Брянской операции, Городокской операции. Находясь в разведке в немецком тылу с 4 бойцами, 16 декабря 1943 года в районе деревни Козлово Витебской области устроил засаду на колонну противника. Внезапно атаковав из укрытия значительно превосходящего противника, бойцы захватили в плен двух немецких офицеров и доставили их в штаб. Был контужен в бою, лечился в госпиталях.
В январе 1944 года вновь направлен на учёбу. Окончил курсы при Уфимском пехотном училище в 1945 году.

### Послевоенная служба
С 1945 года служил в пограничных войсках СССР и Российской Федерации: с лета 1945 года служил в 102-м пограничном отряде пограничных войск НКВД Ленинградского пограничного округа: командир комендантского взвода, с июня 1946 года — заместитель начальника 7-й и 22-й пограничных застав, с мая 1947 по ноябрь 1950 года — начальник 8-й и 11-й пограничных застав. Принимал участие в боевых действиях против националистических подпольных формирований в Прибалтике.
В 1954 году окончил Военный институт КГБ при Совете министров СССР. С ноября 1954 — комендант погранкомендатуры, с июля 1955 — начальник 1-го отделения — заместитель начальника штаба 43-го, 42-го и 44-го пограничных отрядов Пограничных войск Азербайджанского пограничного округа. С февраля 1958 года служил в 1-м отделе штаба Главного управления пограничных войск КГБ при Совете министров СССР.
С июня 1959 года — начальник 10-го погранотряда Управления пограничных войск КГБ Грузинского округа, с 1961 года — начальник 37-го погранотряда там же. С сентября 1963 по 1965 годы — начальник 1-го отдела — заместитель начальника штаба Закавказского пограничного округа КГБ.
В 1967 году окончил Военную академию Генерального штаба Вооружённых Сил СССР. С августа 1967 года — начальник штаба — первый заместитель начальника войск Северо-Западного пограничного округа КГБ. С мая 1972 года — начальник войск Закавказского пограничного округа. С ноября 1975 года — начальник войск Северо-Западного пограничного округа. Возглавлял округ на протяжении 17-ти лет. С августа 1992 года — на других должностях. В апреле 1993 года уволен в отставку по возрасту.
Жил в Санкт-Петербурге. Участвовал в ветеранском движении: первый заместитель, а с 1997 года — председатель Совета ветеранов войны и труда Санкт-Петербурга и Ленинградской области.
Депутат Верховного Совета РСФСР. Депутат Верховного Совета Аджарской АССР и Верховного Совета Карельской АССР. Член КПСС. Член Ленинградского обкома КПСС. Делегат XXV-го, XXVI и XXVII съездов КПСС, XIX-й Всесоюзной партконференции.
Похоронен на Серафимовском кладбище. В похоронах участвовал директор ФПС России К. Тоцкий.

## Награды
- Орден Отечественной войны I степени (11.03.1985)
- Орден Трудового Красного Знамени
- Два ордена Красной Звезды
- Орден Дружбы народов
- Орден «За службу Родине в Вооружённых Силах СССР» III степени
- Орден Славы III степени (21.12.1943)[2]
- Медаль «За отвагу» (19.09.1943)[3]
- более 20 медалей
- нагрудный знак «Почётный сотрудник госбезопасности»
- Заслуженный пограничник Российской Федерации (1999)

## Воинские звания
- Сержант (1943)
- Младший лейтенант (1945)
- Лейтенант
- Капитан
- Майор (1954)
- Подполковник (1961)
- Полковник
- Генерал-майор (1969)
- Генерал-лейтенант (1976)
- Генерал-полковник (25.05.1992)

## Память
- Памятник открыт на территории пограничной заставы в п. Торфяновка Выборгского района (2008), застава названа его именем.
- Средней общеобразовательной школе посёлка Опытный Цивильского района Чувашии присвоено его имя. В этой школе действует школьный историко-краеведческий музей имени генерал-полковника А. Г. Викторова.